# Mycomya pectinifera
Mycomya pectinifera es una especie de mosquito del género Mycomya, familia Mycetophilidae, orden Diptera.

## Distribución
Se distribuye por Europa: Reino Unido, Finlandia y Noruega.

## Taxonomía
Fue descrita por Edwards en 1925.
Tratamiento taxonómico
La especie aparece registrada y publicada en Notes on the types of Mycetophilidae (Diptera) described by Staeger and Zetterstedt. Entomologisk Tidskrift (1924) 45: 160-168.